# Lijst van afleveringen van The Last Ship
Dit is een lijst met afleveringen van de Amerikaanse televisieserie The Last Ship.
Een overzicht van alle afleveringen is hieronder te vinden.

## Seizoen 1 (2014)
| nr. in serie | nr. in seizoen | Titel                          | Regisseur            | Schrijver(s)                      | Uitzenddatum     |
| ------------ | -------------- | ------------------------------ | -------------------- | --------------------------------- | ---------------- |
| 1            | 1              | Phase Six                      | Jonathan Mostow      | Hank Steinberg & Steven Kane      | 22 juni 2014     |
| 2            | 2              | Welcome to Gitmo               | Jack Bender          | Hank Steinberg & Josh Schaer      | 29 juni 2014     |
| 3            | 3              | Dead Reckoning                 | Jack Bender          | Steven Kane                       | 6 juli 2014      |
| 4            | 4              | We'll Get There                | Jack Bender          | Quinton Peeples                   | 13 juli 2014     |
| 5            | 5              | El Toro                        | Paul Holahan         | Hank Steinberg & Cameron Welsh    | 20 juli 2014     |
| 6            | 6              | Lockdown                       | Sergio Mimica-Gezzan | Hank Steinberg                    | 27 juli 2014     |
| 7            | 7              | SOS                            | Michael Katleman     | Jessica Butler & Jill Blankenship | 3 augustus 2014  |
| 8            | 8              | Two Sailors Walk Into a Bar... | Michael Katleman     | Josh Schaer & Cameron Welsh       | 10 augustus 2014 |
| 9            | 9              | Trials                         | Jack Bender          | Onalee Hunter Hughes              | 17 augustus 2014 |
| 10           | 10             | No Place Like Home             | Brad Turner          | Steven Kane                       | 24 augustus 2014 |

## Seizoen 2 (2015)
| nr. in serie | nr. in seizoen | Titel                | Regisseur            | Schrijver(s)                      | Uitzenddatum     |
| ------------ | -------------- | -------------------- | -------------------- | --------------------------------- | ---------------- |
| 11           | 1              | Unreal City          | Jack Bender          | Hank Steinberg & Steven Kane      | 21 juni 2015     |
| 12           | 2              | Fight the Ship       | Jack Bender          | Hank Steinberg & Steven Kane      | 21 juni 2015     |
| 13           | 3              | It's Not a Rumor     | Tim Matheson         | Hank Steinberg                    | 28 juni 2015     |
| 14           | 4              | Solace               | Sergio Mimica-Gezzan | Steven Kane                       | 5 juli 2015      |
| 15           | 5              | Achilles             | Jack Bender          | Mark Malone                       | 12 juli 2015     |
| 16           | 6              | Long Day's Journey   | Paul Holahan         | Steven Kane                       | 19 juli 2015     |
| 17           | 7              | Alone and Unafraid   | Nelson McCormick     | Jill Blankenship & Jessica Butler | 26 juli 2015     |
| 18           | 8              | Safe Zone            | Hank Steinberg       | Hank Steinberg                    | 2 augustus 2015  |
| 19           | 9              | Uneasy Lies the Head | Peter Weller         | Nic Van Zeebroeck                 | 9 augustus 2015  |
| 20           | 10             | Friendly Fire        | Mario Van Peebles    | Onalee Hunter Hughes              | 16 augustus 2015 |
| 21           | 11             | Valkyrie             | Olatunde Osunsanmi   | Steven Kane                       | 23 augustus 2015 |
| 22           | 12             | Cry Havoc            | Greg Beeman          | Mark Malone & Nic Van Zeebroeck   | 30 augustus 2015 |
| 23           | 13             | A More Perfect Union | Jack Bender          | Anne Cofell-Saunders              | 6 september 2015 |

## Seizoen 3 (2016)
| nr. in serie | nr. in seizoen | Titel            | Regisseur        | Schrijver(s)                            | Uitzenddatum      |
| ------------ | -------------- | ---------------- | ---------------- | --------------------------------------- | ----------------- |
| 24           | 1              | The Scott Effect | Michael Katleman | Steven Kane                             | 30 mei 2016       |
| 25           | 2              | Rising Sun       | Michael Katleman | Hank Steinberg                          | 19 juni 2016      |
| 26           | 3              | Shanzhai         | Paul Holahan     | Jorge Zamacona                          | 26 juni 2016      |
| 27           | 4              | Devil May Care   | Paul Holahan     | Nic Van Zeebroeck                       | 3 juli 2016       |
| 28           | 5              | Minefield        | Peter Weller     | Mark Malone                             | 10 juli 2016      |
| 29           | 6              | Dog Day          | Michael Nankin   | Jill Blankenship & Onalee Hunter Hughes | 17 juli 2016      |
| 30           | 7              | In The Dark      | Steven Kane      | Katie Swain                             | 24 juli 2016      |
| 31           | 8              | Sea Change       | Jennifer Lynch   | Sarah H. Haught                         | 31 juli 2016      |
| 32           | 9              | Paradise         | Paul Holahan     | Jorge Zamacona                          | 14 augustus 2016  |
| 33           | 10             | Scuttle          | Mairzee Almas    | Ira Parker                              | 21 augustus 2016  |
| 34           | 11             | Legacy           | Paul Holahan     | Hiram Martinez                          | 28 augustus 2016  |
| 35           | 12             | Resistance       | Anton Cropper    | Mark Malone & Nic Van Zeebroeck         | 4 september 2016  |
| 36           | 13             | Don't Look Back  | Peter Weller     | Jill Blankenship & Onalee Hunter Hughes | 11 september 2016 |

## Seizoen 4 (2017)
| nr. in serie | nr. in seizoen | Titel                    | Regisseur    | Schrijver(s)                            | Uitzenddatum      |
| ------------ | -------------- | ------------------------ | ------------ | --------------------------------------- | ----------------- |
| 37           | 1              | In Medias Res            | Paul Holahan | Steven Kane                             | 20 augustus 2017  |
| 38           | 2              | The Pillars Of Hercules  | Reza Tabrizi | Onalee Hunter                           | 20 augustus 2017  |
| 39           | 3              | Bread & Circuses         | Bobby Roth   | Ira Parker                              | 27 augustus 2017  |
| 40           | 4              | Nostos                   | Kenneth Fink | Jill Blankenship                        | 3 september 2017  |
| 41           | 5              | Allegiance               | Steven Kane  | Michael Sussman                         | 10 september 2017 |
| 42           | 6              | Tempest                  | Peter Weller | Katie Swain                             | 17 september 2017 |
| 43           | 7              | Feast                    | Bill Roe     | Hiram Martinez                          | 24 september 2017 |
| 44           | 8              | Lazaretto                | Paul Holahan | Sean Cook                               | 1 oktober 2017    |
| 45           | 9              | Detect, Deceive, Destroy | Lukas Ettlin | Onalee Hunter Hughes & Jill Blankenship | 8 oktober 2017    |
| 46           | 10             | Endgame                  | Peter Weller | Hiram Martinez & Ira Parker             | 8 oktober 2017    |

## Seizoen 5 (2018)
| nr. in serie | nr. in seizoen | Titel            | Regisseur    | Schrijver(s)                            | Uitzenddatum      |
| ------------ | -------------- | ---------------- | ------------ | --------------------------------------- | ----------------- |
| 47           | 1              | Casus Belli      | Paul Holahan | Steven Kane                             | 9 september 2018  |
| 48           | 2              | Paul Holahan     | Jann Turner  | Jill Blankenship                        | 16 september 2018 |
| 49           | 3              | El Puente        | Bill Roe     | Mark Malone                             | 23 september 2018 |
| 50           | 4              | Tropic of Cancer | Bud Kremp    | Katie Swain                             | 30 september 2018 |
| 51           | 5              | Warriors         | Peter Weller | Jill Blankenship & Onalee Hunter Hughes | 7 oktober 2018    |
| 52           | 6              | Air Drop         | Paul Holahan | Ira Parker                              | 14 oktober 2018   |
| 53           | 7              | Somos la Sangre  | Peter Weller | Hiram Martinez                          | 21 oktober 2018   |
| 54           | 8              | Honor            | Paul Holahan | Onalee Hunter Hughes                    | 28 oktober 2018   |
| 55           | 9              | Courage          | Peter Weller | Mark Malone & Katie Swain               | 4 november 2018   |
| 56           | 10             | Commitment       | Steven Kane  | Steven Kane                             | 11 november 2018  |